# Pungent Effulgent
Pungent Effulgent è il primo album in studio del gruppo musicale britannico Ozric Tentacles, pubblicato nel 1989.

## Tracce

### LP
Side 1
1. Dissolution (The Clouds Disperse) – 6:15
2. O-I – 4:00
3. Phalarn Dawn – 7:35
4. The Domes of G'bal – 4:36

Side 2
1. Ayurvedic – 10:57
2. Kick Muck – 3:53
3. Agog in the Ether – 4:06

### CD
1. Dissolution (The Clouds Disperse) – 6:15
2. O-I – 4:00
3. Phalarn Dawn – 7:35
4. The Domes of G'bal – 4:36
5. Shaping the Pelm – 6:09
6. Ayurvedic (edit of Ayurvedism) – 10:57
7. Kick Muck – 3:53
8. Agog in the Ether – 4:06
9. Wreltch – 8:31
10. Ayurvedism – 19:04

## Formazione
- Ed Wynne – chitarra, sintetizzatore
- Mervin Pepler – batteria
- Roly Wynne – basso
- Joie Hinton – sintetizzatore, sampling
- John Egan – flauto, voce
- Paul Hankin – percussioni
- Nick Van Gelder – batteria (in The Domes of G'Bal)
- Generator John – batteria (in Wreltch)
- Marcus C. Diess – percussioni (in Agog in the Ether)